# قزلی (صابرآباد)
قزلی (به ترکی آذربایجانی: Qəzli) یک منطقه مسکونی در جمهوری آذربایجان است که در شهرستان صابرآباد واقع شده است. قزلی ۲۷۱۱ نفر جمعیت دارد.